# Thecla melanthea
Thecla melanthea är en fjärilsart som beskrevs av Cabeau 1922. Thecla melanthea ingår i släktet Thecla och familjen juvelvingar. Inga underarter finns listade i Catalogue of Life.